# Rath. Der zehnte Rath-Roman
Rath ist ein historischer Roman des deutschen Autors Volker Kutscher, der 2024 im Piper Verlag erschien (ISBN 978-3-492-07410-0). Es handelt sich um den zehnten und (nach Verlagsangaben) letzten Kriminalroman der Serie um den Kriminalkommissar Gereon Rath. Der Roman spielt in Berlin, der Provinz Brandenburg und dem Rheinland im Jahr 1938.
Eine Fortsetzung oder ähnliche historische Erzählung schließt Kutscher derzeit (Stand 4. Dezember 2024) eher aus.

## Handlung
Charlotte Charly Rath trifft sich mehrmals mit Gereon Rath, der als verstorben gilt, heimlich zu Rendezvous in Hannover. Gereon ist nach Deutschland zurückgekehrt, weil sein Vater im Sterben liegt. Dazu wird er heimlich bei Adenauer in dessen Haus in Rhöndorf als Gärtner beschäftigt. Als Charly nicht in Hannover erscheint, begibt sich Gereon nach Berlin, wo sein Bruder Severin/Sevron bei Associated Press arbeitet und seine Lebensgefährtin Marion Goldstein (ehem. Bosetzky) nach dem Mörder ihres ersten Ehegatten Abraham Goldstein sucht (siehe die Romane Goldstein und Transatlantik). Severin stirbt später bei einem Autounfall, wobei es sich aber vermutlich um Mord handelt.
Währenddessen soll Hannah Singer, die Liebschaft von Friedrich Fritze Thormann und Insassin der Irrenanstalt Dalldorf, gegen ihren Willen sterilisiert werden, nachdem sie ein Kind (wahrscheinlich von Friedrich) gebar. Zum angeblichen Schutz der Rassenhygiene wird sie allerdings vom Arzt Ferdinand Bischoff ermordet. Damit entfällt das Druckmittel von Hauptbannführer Wilhelm Rademann gegenüber Friedrich, um ihn an einer erneuten Flucht aus dessen Obhut zu hindern. Fritze flieht mit einem Freund Richtung Polen, erlebt dort die Polenaktion und kehrt nach Berlin zurück, wo er später als Angehöriger der SS heimlich den Arzt aus Rache ermordet. Charly versucht, den Verbleib von Hannah und Fritze aufzuklären, stößt dabei aber auf Widerstand und wird vorübergehend im KZ Lichtenburg in Schutzhaft genommen.
Die zwei wesentlichen Morde finden an zwei Hitlerjungen statt und werden von Rademann begangen, der Fritze als Schuldigen darstellt. Rademann will damit Beweise vernichten, die ihn als Pädophilen entlarven, wird aber überführt und liquidiert.
Gegen Ende des Romans erleben einzelne Figuren die Gräueltaten der Reichskristallnacht. Während Gereon nach Amerika zurückkehren will, lässt es Charlotte keine Ruhe, Fritze zu finden und erst dann auszuwandern – beide trennen sich. Marion wird vermutlich ermordet: Mit ihrer letzten Handlung steigt sie in ein Taxi, was vermutlich eine Brücke zu den im Roman immer wieder erwähnten Taximorden schlägt.